# Anders Bundgaard
Anders Jensen Bundgaard (7. august 1864 – 19. september 1937) var en  dansk billedhugger, der blandt andet har stået for udsmykningen af dele af Christiansborg og Københavns Rådhus. Han er dog mest kendt for sit arbejde på Gefionspringvandet. En stor del af hans efterladte gipsmodeller kan ses i Thingbæk Kalkminer ved Rebild. Han var Ridder af Dannebrog.
Anders Bundgaard blev født i Ersted få kilometer fra Thingbæk. Faderen var husmand og træskomager. Hans talent for at tegne og klippe karikaturer viste sig tidligt. 1879 tog han til København, hvor han levede af tilfældigt arbejde, indtil han 1884 kom på teknisk skole. Fra 1883 til 1888 arbejdede han hos billedhuggeren F.E. Ring  og uddannede sig fra  1885 til 1887 på Kunstakademiet. Fra 1892 til 1900 tog han på den obligatoriske dannelsesrejse til Sydeuropa. Efter hjemkomsten arbejdede han for arkitekten Martin Nyrop, som var i gang med tegningerne til Københavns Rådhus. Det blev starten på et frugtbart samarbejde, som skaffede Bundgaard både anerkendelse og bestilling på flere opgaver. 
Anders Bundgaard  fortsatte linjen fra rådhusudsmykningen i den ydre udsmykning af det nye Christiansborg, hvor han udførte Kongeportalen, Rigsdagsportalen og en række portrætmasker af kendte mænd. Sit store gennembrud fik han med Gefionspringvandet. Hans evner for både anekdotiske pointer og monumental form gjorde ham til skaber af en række store monumenter med nationalt indhold, som monumentet over de nordiske frivillige i 1848 og 1864 ved Kastellet i København, Genforeningsmonumentet i Randers og Mindehøjen i Søndermarken for de danske udvandrere.  

## Galleri
- Gefionspringvandet i Amaliegade, København
- Cimbrertyren på Vesterbro i Aalborg
- Statue af Christian von Lüttichau på Hjultorvet i Viborg
- Granskende Pige, Møllegade, København
- Detalje fra Lille Gefionspringvand ved Bispebjerg Hospital
- Detalje fra Christiansborg